# باشگاه فوتبال اونیائو
باشگاه فوتبال اونیائو (به پرتغالی: Clube de Futebol União) یک باشگاه فوتبال حرفه‌ای در کشور پرتغال است که در سال ۱۹۱۳ تأسیس شده‌است.

## ورزشگاه خانگی
این باشگاه فوتبال حرفه‌ای، مسابقات خانگی خود را در ورزشگاه Centro Desportivo da Madeira که دارای ظرفیت ۱۶۰۰ نفر است برگزار می‌کند.